# 2186 Keldysh
2186 Keldysh eller 1973 SQ4 är en asteroid i huvudbältet som upptäcktes den 27 september 1973 av den ryska astronomen Ljudmila Tjernych vid Krims astrofysiska observatorium på Krim. Den har fått sitt namn efter Mstislav Keldysj (1911–1978), vetenskapsman och president för Sovjetunionens vetenskapsakademi 1961–1975.
Asteroiden har en diameter på ungefär tolv kilometer.